# Němčice (Loket)
Němčice (Duits: Nemtschitz of Nemtschitz bei Unterkralowitz) is een Tsjechische plaats in de gemeente Loket, regio Midden-Bohemen, en maakt deel uit van het district Benešov. Het dorp ligt op 3,5 kilometer afstand van Loket.
Němčice telt 61 inwoners (2021).

## Geschiedenis
De eerste schriftelijke vermelding van het dorp dateert van 1318. De eerste eigenaar van het dorp was Jan z Němčice. Hij verbleef in een verder onbeschreven fort. In 1900 werden in Suchý, een deel van het dorp, restanten van funderingen aangetroffen, waarvan de lokale bevolking beweerde dat het de fundamenten van het fort waren.
Václav z Němčice werd in 1419 de volgende eigenaar van het dorp. Hij werd in dat jaar genoemd in de overgeleverde documenten van de landregisters van het toenmalige Koninkrijk Bohemen. Gedurende de jaren 1441 en 1442 werden Petr en Zdislav z Němčice daarin als eigenaren genoemd. In gebouw nr. 14 was een rechtbank gevestigd.
Němčice behoorde in 1533 tot Vlašim en in de periode rond 1654 tot Křivsoudov. Sedert 1702 werd het dorp bij Dolní Kralovice gevoegd; vanaf 1850 was Němčice een zelfstandige gemeente. Deze constructie bleef gehandhaafd tot 1980, toen Němčice met Loket fuseerde. Van 1869 tot en met 1979 behoorde Alberovice tot de gemeente Němčice.
In 1960 werd Němčice ingedeeld bij het district Benešov.

## Verkeer en vervoer

### Autowegen
Er leidt een regionale weg naar het dorp.

### Spoorlijnen
Er is geen station meer in de gemeente Loket. Tot 1974 werd Loket bediend door treinen van de spoorlijn Benešov - Vlašim - Dolní Kralovice. In dat jaar werd het traject Vlašim - Dolní Kralvorice gesloten, omdat het moest wijken voor de aanleg van het Švihov-stuwmeer. Sindsdien is het dichtstbijzijnde station in Vlašim, op zo'n 18 kilometer afstand. Dat station ligt aan het resterende deel van eerdergenoemde spoorlijn.

### Buslijnen
Er is geen bushalte in het dorp. De dichtstbijzijnde bushalte is in Loket, op zo'n 1,5 kilometer afstand:
| Halte                    | Lijn(en) | Traject(en)   | Vervoerder(s) |
| ------------------------ | -------- | ------------- | ------------- |
| Loket u Čechtic, Němčice | 844      | Vlašim - Snět | CŠAD Benešov  |

## Bezienswaardigheden
- Dorpskapel

## Galerij

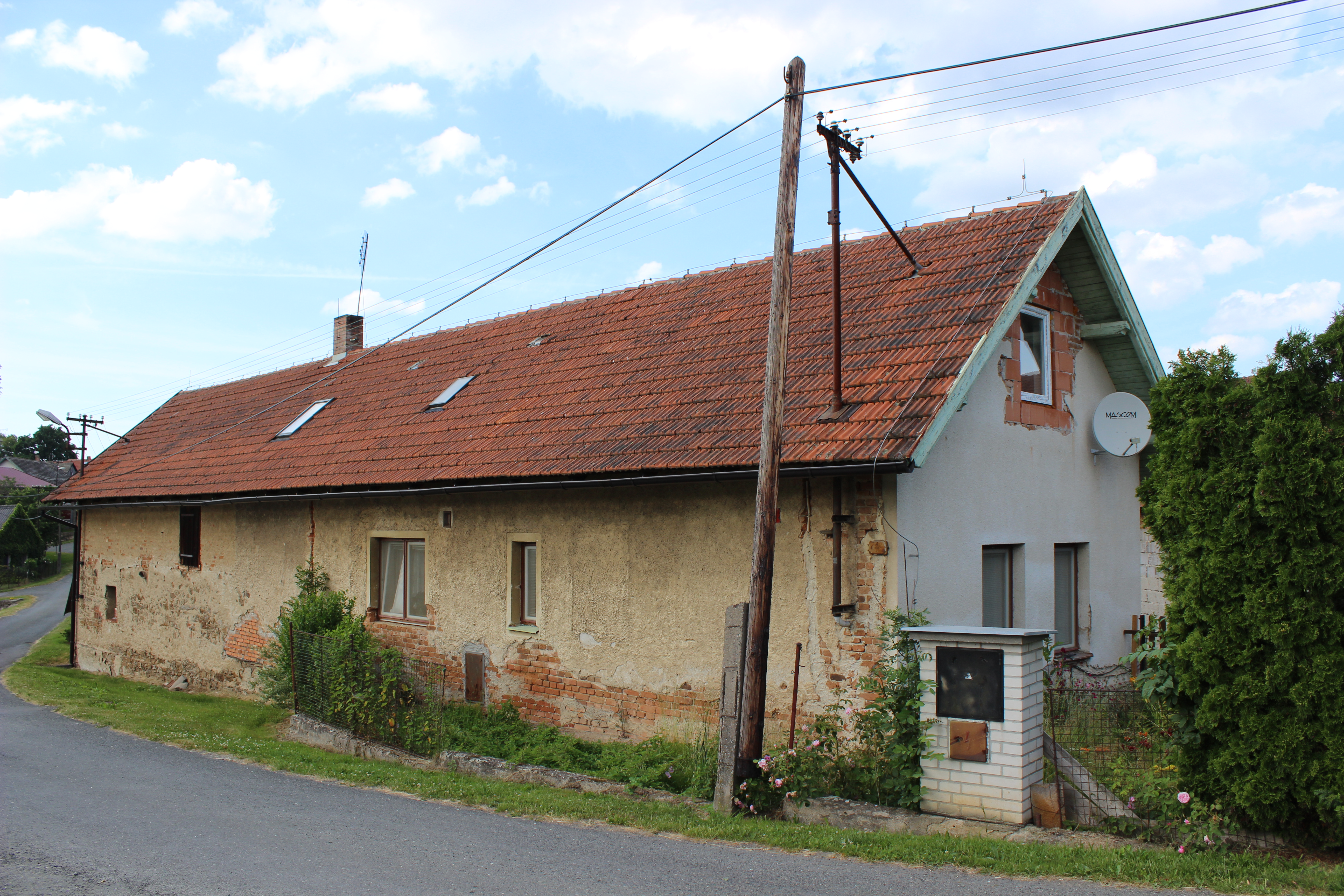
Huis in het dorp (2014)
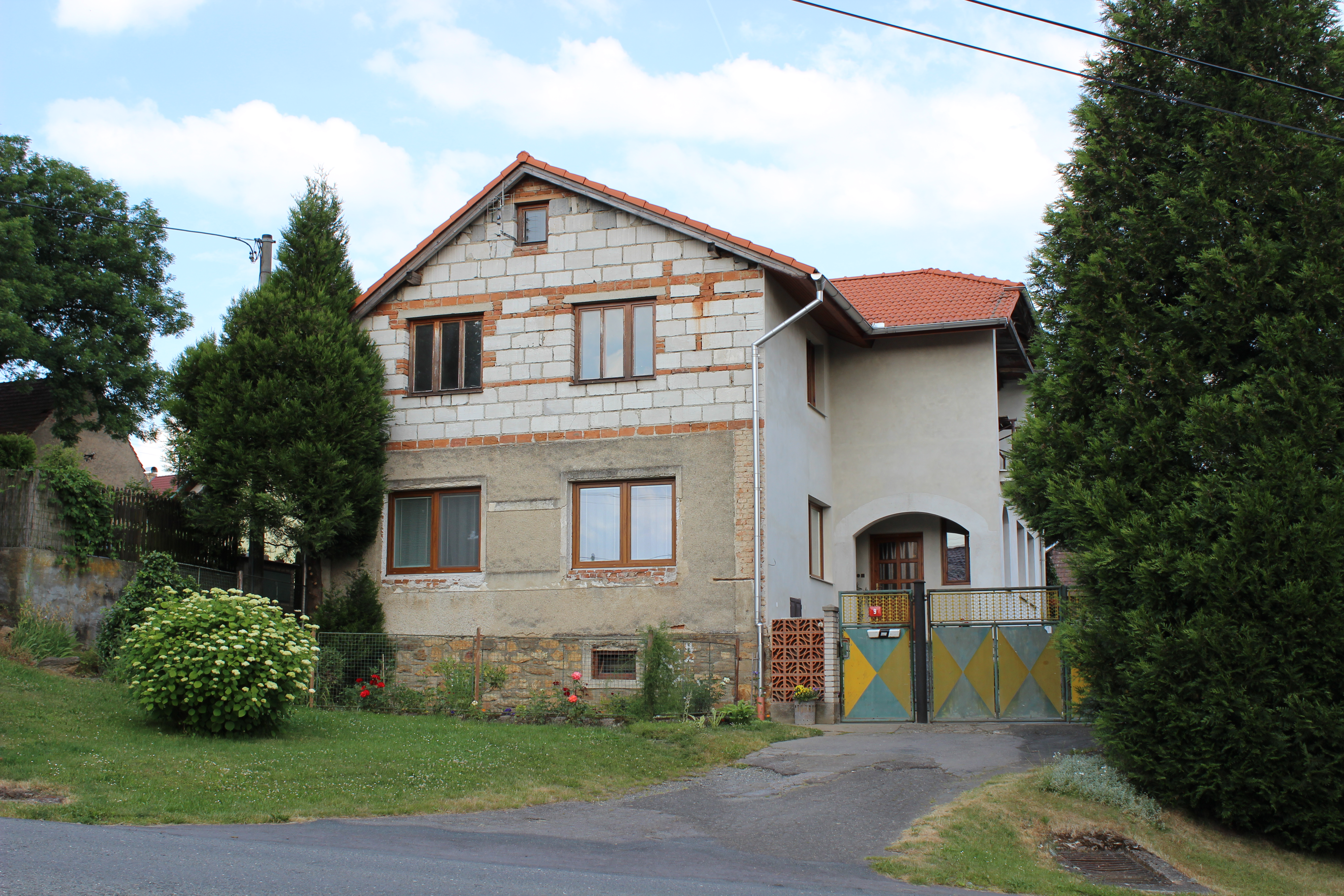
Huis in het dorp (2014)
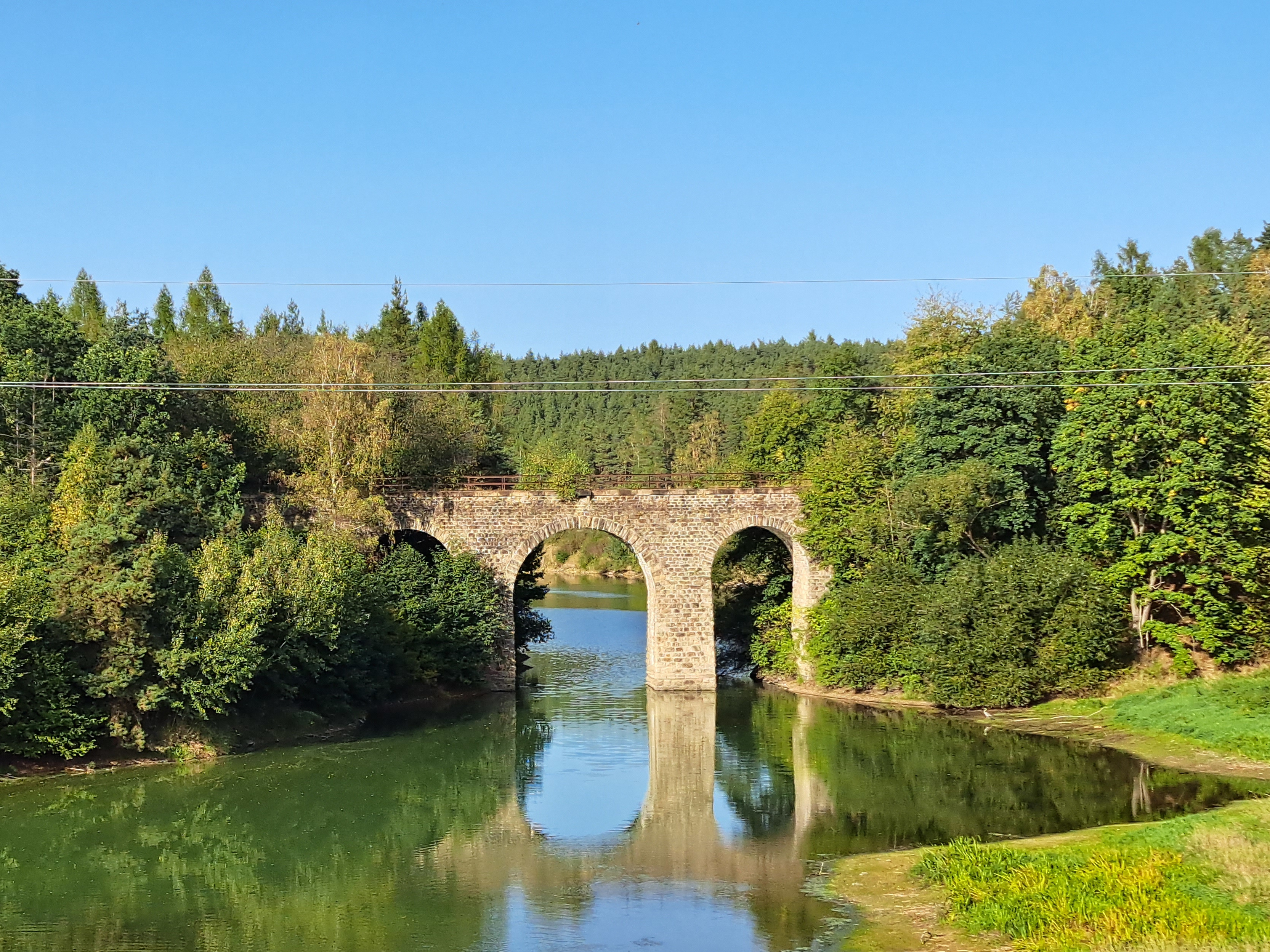
Voormalige spoorbrug nabij het dorp (2023)